# Lijst van voetbalinterlands Irak - Syrië
Deze lijst van voetbalinterlands is een overzicht van alle officiële voetbalwedstrijden tussen de nationale teams van Irak en Syrië. De landen hebben tot op heden 33 keer tegen elkaar gespeeld. De eerste ontmoeting, de finale van de Arab Nations Cup 1966, werd gespeeld in Bagdad op 10 april 1966. De laatste confrontatie, een vriendschappelijke wedstrijd, vond plaats op 26 september 2022 in Amman (Jordanië).

## Wedstrijden
| №  | Plaats       | Datum             | Competitie                  | Wedstrijd    | Uitslag |
| -- | ------------ | ----------------- | --------------------------- | ------------ | ------- |
| 1  | Bagdad       | 10 april 1966     | Arab Nations Cup 1966       | Irak − Syrië | 2 − 1   |
| 2  | Tunis        | 26 december 1975  | Palestina Cup 1975          | Irak − Syrië | 4 − 0   |
| 3  | Kuala Lumpur | 24 juli 1978      | Vriendschappelijk           | Syrië − Irak | 1 − 2   |
| 4  | Riyad        | 30 maart 1981     | WK 1982 kwalificatie        | Irak − Syrië | 2 − 1   |
| 5  | Casablanca   | 12 augustus 1985  | Pan-Arabische Spelen 1985   | Irak − Syrië | 2 − 0   |
| 6  | Damascus     | 15 november 1985  | WK 1986 kwalificatie        | Syrië − Irak | 0 − 0   |
| 7  | Taif         | 29 november 1985  | WK 1986 kwalificatie        | Irak − Syrië | 3 − 1   |
| 8  | Amman        | 21 juli 1988      | Arab Nations Cup 1988       | Irak − Syrië | 1 − 1   |
| 9  | Amman        | 31 mei 2000       | West-Azië Cup 2000          | Irak − Syrië | 0 − 0   |
| 10 | Bagdad       | 19 juli 2002      | Vriendschappelijk           | Irak − Syrië | 2 − 0   |
| 11 | Bagdad       | 22 juli 2002      | Vriendschappelijk           | Irak − Syrië | 2 − 1   |
| 12 | Damascus     | 3 september 2002  | West-Azië Cup 2002          | Syrië − Irak | 0 − 1   |
| 13 | Doha         | 10 december 2005  | West-Aziatische Spelen 2005 | Syrië − Irak | 2 − 2   |
| 14 | Damascus     | 15 juli 2006      | Vriendschappelijk           | Syrië − Irak | 1 − 3   |
| 15 | Damascus     | 25 juli 2006      | Vriendschappelijk           | Syrië − Irak | 1 − 2   |
| 16 | Amman        | 22 juni 2007      | West-Azië Cup 2007          | Syrië − Irak | 0 − 3   |
| 17 | Damascus     | 17 mei 2008       | Vriendschappelijk           | Syrië − Irak | 2 − 1   |
| 18 | Suleimaniya  | 18 december 2010  | Vriendschappelijk           | Irak − Syrië | 0 − 1   |
| 19 | Damascus     | 22 december 2010  | Vriendschappelijk           | Syrië − Irak | 0 − 1   |
| 20 | Arbil        | 29 juni 2011      | Vriendschappelijk           | Irak − Syrië | 1 − 2   |
| 21 | Koeweit      | 13 december 2012  | West-Azië Cup 2012          | Irak − Syrië | 1 − 1   |
| 22 | Koeweit      | 20 december 2012  | West-Azië Cup 2012          | Irak − Syrië | 0 − 1   |
| 23 | Bagdad       | 26 maart 2013     | Vriendschappelijk           | Irak − Syrië | 2 − 1   |
| 24 | Zarka        | 11 november 2013  | Vriendschappelijk           | Irak − Syrië | 2 − 1   |
| 25 | Teheran      | 18 maart 2016     | Vriendschappelijk           | Irak − Syrië | 0 − 1   |
| 26 | Krubong      | 27 augustus 2017  | Vriendschappelijk           | Irak − Syrië | 1 − 1   |
| 27 | Karbala      | 13 november 2017  | Vriendschappelijk           | Irak − Syrië | 1 − 1   |
| 28 | Basra        | 27 maart 2018     | Vriendschappelijk           | Irak − Syrië | 1 − 1   |
| 29 | Basra        | 20 maart 2019     | Vriendschappelijk           | Irak − Syrië | 1 − 0   |
| 30 | Karbala      | 8 augustus 2019   | West-Azië Cup 2019          | Syrië − Irak | 0 − 0   |
| 31 | Doha         | 11 november 2021  | WK 2022 kwalificatie        | Irak − Syrië | 1 − 1   |
| 32 | Dubai        | 29 maart 2022     | WK 2022 kwalificatie        | Syrië − Irak | 1 − 1   |
| 33 | Amman        | 26 september 2022 | Vriendschappelijk           | Syrië − Irak | 0 − 1   |

## Samenvatting
| Competitie                     | Totaal gespeeld | Winst Irak | Gelijk | Winst Syrië | Doelsaldo Irak – Syrië |
| ------------------------------ | --------------- | ---------- | ------ | ----------- | ---------------------- |
| WK-kwalificatie                | 5               | 2          | 3      | 0           | 7 − 4                  |
| Arab Nations Cup/Palestina Cup | 3               | 2          | 1      | 0           | 7 − 2                  |
| West-Azië Cup                  | 6               | 2          | 3      | 1           | 5 − 2                  |
| West-Aziatische Spelen         | 1               | 0          | 1      | 0           | 2 − 2                  |
| Pan-Arabische Spelen           | 1               | 1          | 0      | 0           | 2 − 0                  |
| Vriendschappelijk              | 17              | 10         | 3      | 4           | 23 − 15                |
| Totaal                         | 33              | 17         | 11     | 5           | 46 − 25                |

IFA · A-internationals · Statistieken · Iraaks vrouwenelftal · Irak U21 · Irak U20 · Irak U19 · Irak U18 · Irak U17
1950 – 1969 ·
1970 – 1979 ·
1980 – 1989 ·
1990 – 1999 ·
2000 – 2009 ·
2010 – 2019 ·
2020 − 2029
Afghanistan ·
Algerije ·
Argentinië ·
Australië ·
Azerbeidzjan ·
Bahrein ·
België ·
Bolivia ·
Botswana ·
Brazilië ·
Cambodja ·
Chili ·
China ·
Colombia ·
Congo-Kinshasa ·
Cyprus ·
DDR ·
Ecuador ·
Egypte ·
Estland ·
Filipijnen ·
Finland ·
Ghana ·
Guinee ·
Hongkong ·
India ·
Indonesië ·
Iran ·
Japan ·
Jemen ·
Jordanië ·
Kazachstan ·
Kenia ·
Kirgizië ·
Koeweit ·
Libanon ·
Liberia ·
Libië ·
Macau ·
Maleisië ·
Marokko ·
Mauritanië ·
Mexico ·
Myanmar ·
Nepal ·
Nieuw-Zeeland ·
Noord-Korea ·
Oeganda ·
Oezbekistan ·
Oman ·
Pakistan ·
Palestina ·
Paraguay ·
Peru ·
Polen ·
Qatar ·
Roemenië ·
Rusland ·
Saoedi-Arabië · 
Sierra Leone · 
Singapore ·
Soedan ·
Spanje · 
Sri Lanka ·
Syrië · 
Tadzjikistan · 
Taiwan · 
Thailand · 
Trinidad en Tobago ·
Tunesië ·
Turkije ·
Turkmenistan ·
Uruguay ·
Verenigde Arabische Emiraten ·
Vietnam ·
Zambia ·
Zuid-Afrika ·
Zuid-Jemen ·
Zuid-Korea
SFA · A-internationals · Syrisch vrouwenelftal
1940 - 1949 · 
1950 - 1959 · 
1960 - 1969 · 
1970 - 1979 · 
1980 - 1989 · 
1990 - 1999 · 
2000 – 2009 · 
2010 – 2019 ·
2020 − 2029
Afghanistan ·
Algerije ·
Australië ·
Bahrein ·
Bangladesh ·
Cambodja ·
China ·
Cyprus ·
Egypte ·
Filipijnen ·
Griekenland ·
Guam ·
Haïti ·
Hongkong ·
India ·
Indonesië ·
Irak ·
Iran ·
Japan ·
Jemen ·
Jordanië ·
Kazachstan ·
Kirgizië ·
Koeweit ·
Laos ·
Libanon ·
Libië ·
Malediven ·
Maleisië ·
Marokko ·
Mauritanië ·
Mauritius ·
Myanmar ·
Nepal ·
Noord-Korea ·
Oezbekistan ·
Oman ·
Pakistan ·
Palestina ·
Qatar ·
Rusland ·
San Marino ·
Saoedi-Arabië ·
Singapore ·
Soedan ·
Sovjet-Unie ·
Sri Lanka ·
Tadzjikistan ·
Taiwan ·
Thailand ·
Tunesië ·
Turkije ·
Turkmenistan ·
Venezuela ·
Verenigde Arabische Emiraten ·
Vietnam ·
Wit-Rusland ·
Zuid-Jemen ·
Zuid-Korea ·
Zweden